# Corinna Schumacher
Corinna Schumacher, née Betsch le 2 mars 1969 à Halver, est une personnalité du monde des affaires, une cavalière et une militante des droits des animaux allemande. Elle est connue pour être l'épouse du septuple champion du monde de Formule 1 Michael Schumacher.

## Biographie

### Enfance, jeunesse et vie privée
Durant son enfance, Corinna Betsch montre des aptitudes à l'équitation. Pendant sa jeunesse, elle se forme au métier de vendeuse.
Elle découvre ensuite le monde du sport automobile en fréquentant le pilote Heinz-Harald Frentzen. La jeune femme met néanmoins fin à cette relation en 1991 lorsqu'elle rencontre Michael Schumacher, coéquipier d'Heinz-Harald au sein du programme de jeunes pilotes de Mercedes.
Ils se marient le 1er août 1995 à Kerpen, année où le pilote allemand remporte son deuxième titre de champion du monde,. Le mariage à l'église a lieu quatre jours plus tard à Königswinter, dans la chapelle du Petersberg (de). Le couple s'installe, en 1996, à Vufflens-le-Château, jusqu'en 2008, année où il déménage à Gland. Ils ont deux enfants : Gina Maria née le 20 février 1997, cavalière elle aussi, championne d'Europe junior de reining en 2015 et championne du monde jeunesse en 2017, et Mick, né le 22 mars 1999, qui court en karting sous son nom de jeune fille (vice-champion du monde en 2014), puis sous le nom de son père. Il est sacré champion d'Europe de Formule 3 en 2018,.

### Carrière dans le reining et présence aux côtés de son mari
Si elle s'engage au côté du champion allemand et l'accompagne en permanence lors des Grands Prix, Corinna Schumacher ne délaisse pas pour autant sa passion pour les chevaux et la transmet à son mari, avec qui elle a fait l'acquisition de plusieurs animaux, notamment la jument Quarter Horse Lady, stationnée au Haras national suisse, ainsi que de deux ranchs, un à Givrins en Suisse et un autre situé à Gordonville (en) au Texas.
Elle se concentre notamment sur le reining, une discipline de compétition d'équitation western, et s’adjuge le titre de championne d'Europe d'équitation de la catégorie en 2010. Sa carrière de cavalière de haut niveau évolue également vers l'organisation de compétitions équestres tout en supervisant les activités de leurs ranchs,. Elle milite aussi pour les droits des animaux, soutenant ainsi l'association PETA en 2006
Michael Schumacher prend sa retraite de pilote de Formule 1 en 2012. Fin 2013, il est victime d'un grave accident de ski à Méribel provoquant d'importantes lésions cérébrales. Elle fait face à une intense attention médiatique, notamment de la part de la presse à sensation, et tout en remerciant les passionnés pour les encouragements reçus, veille dès lors à préserver la vie privée de son mari,. Elle est aidée pour cela par Sabine Kehm, la manager de Michael, qui deviendra par la suite aussi celle de Mick.
En avril 2021, plus de sept ans après l'accident, a lieu un emballement de la presse à propos d'une supposée mise en vente de la propriété de Gland par l'épouse du pilote (renforcé par la précédente vente d'un jet privé et d'un chalet norvégien où la famille passait ses vacances), qui serait nécessaire compte tenu du coût des soins estimé à 56 000 euros par semaine,.
Le 15 septembre 2021 sort le documentaire Schumacher, dans lequel elle témoigne, déclarant notamment « Je n'ai pas accusé Dieu pour ce qui s'est passé. C'est toujours terrible de se dire pourquoi nous ? Pourquoi Michael ? Mais pourquoi ça arrive aussi aux autres ? Il me manque tous les jours. Mais il est là. Il est différent mais il est là, et ça nous donne de la force. On est ensemble, on vit ensemble à la maison. Il suit des traitements. On fait tout pour améliorer son état et lui faire sentir notre famille, notre lien. »